# إدموندو جالدينو
إدموندو جالدينو (28 أكتوبر 1958 - 22 أبريل 2021) سياسي برازيلي شغل عضو الجمعية التشريعية في لغوياس ولاحقًا كنائب وطني.